# راجر مونز
راجر مونز (انگلیسی: Roger Moens; ۲۶ آوریل ۱۹۳۰ – ) ورزشکار دو و میدانی اهل بلژیک بود.
وی در مسابقات کشوری و بین‌المللی در مجموع برندهٔ ۱ مدال نقره شده‌است.